# Ambassade de France en Bolivie
L'ambassade de France en Bolivie est la représentation diplomatique de la République française en république de Bolivie. Elle est située à La Paz, la capitale administrative du pays, et son ambassadrice est, depuis 2021, Hélène Roos.

## Ambassade
L'ambassade est située à La Paz, dans le quartier Obrajes, à l'intersection de l'avenue Hernando Siles et de la rue no 8. Elle accueille aussi une section consulaire.

## Ambassadeurs de France en Bolivie
| De   | À    | Ambassadeur                        |
| ---- | ---- | ---------------------------------- |
| 1944 | 1945 | René Lescuyer                      |
| 1945 | 1948 | Léo de Plan de Sieyes de Veynes    |
| 1948 | 1950 | Léon Morand                        |
| 1950 | 1952 | Baron Guy Fain                     |
| 1952 | 1957 | Marcel Teissier                    |
| 1957 | 1960 | Christian Marcotte de Sainte-Marie |
| 1960 | 1960 | Michel Leroy-Beaulieu              |
| 1960 | 1964 | Guy Georgy                         |
| 1964 | 1968 | Dominique Ponchardier              |
| 1968 | 1970 | Joseph Lambroschini                |
| 1970 | 1977 | Jean Mandereau                     |
| 1977 | 1979 | Jean-Barthélemy Morel              |
| 1979 | 1983 | Raymond Césaire                    |
| 1983 | 1986 | Jean-Claude Guisset                |
| 1986 | 1990 | Pierre Mutter                      |
| 1990 | 1994 | Henri Vidal                        |
| 1994 | 1998 | Jean-Michel Marlaud                |
| 1998 | 2001 | Gérard Dumont                      |
| 2001 | 2004 | Françoise Le Bihan                 |
| 2004 | 2006 | Anita Limido                       |
| 2006 | 2008 | Alain Fouquet                      |
| 2008 | 2011 | Antoine Grassin                    |
| 2011 | 2015 | Michel Pinard                      |
| 2015 | 2018 | Denys Wibaux                       |
| 2018 | 2021 | Denis Gaillard                     |
| 2021 | auj. | Hélène Roos                        |

## Consulats
Outre la section consulaire de l'ambassade à La Paz, il existe quatre consuls honoraires situés à :
- Santa Cruz de la Sierra
- Cochabamba
- Sucre
- Tarija

### Communauté française
Au 31 décembre 2016, 1 539 Français sont inscrits sur les registres consulaires en Bolivie.
| 2001 | 2002 | 2003 | 2004 |
| ---- | ---- | ---- | ---- |
| 771  | 738  | 736  | 814  |

| 2005 | 2006 | 2007 | 2008  |
| ---- | ---- | ---- | ----- |
| 851  | 912  | 909  | 1 027 |

| 2009  | 2010  | 2011  | 2012  |
| ----- | ----- | ----- | ----- |
| 1 125 | 1 230 | 1 204 | 1 349 |

| 2013  | 2014  | 2015  | 2016  |
| ----- | ----- | ----- | ----- |
| 1 416 | 1 473 | 1 527 | 1 539 |

### Circonscriptions électorales
Depuis la loi du 22 juillet 2013 réformant la représentation des Français établis hors de France avec la mise en place de conseils consulaires au sein des missions diplomatiques, les ressortissants français de la Bolivie élisent pour six ans un conseiller consulaire. Ce dernier a trois rôles : 
1. il est un élu de proximité pour les Français de l'étranger ;
2. il appartient à l'une des quinze circonscriptions qui élisent en leur sein les membres de l'Assemblée des Français de l'étranger ;
3. il intègre le collège électoral qui élit les sénateurs représentant les Français établis hors de France.

Pour l'élection à l'Assemblée des Français de l'étranger, la Bolivie appartenait jusqu'en 2014 à la circonscription électorale de Caracas, comprenant aussi la Colombie, l'Équateur, le Pérou et le Venezuela, et désignant trois sièges. La Bolivie appartient désormais à la circonscription électorale « Amérique Latine et Caraïbes » dont le chef-lieu est São Paulo et qui désigne sept de ses 49 conseillers consulaires pour siéger parmi les 90 membres de l'Assemblée des Français de l'étranger. 
Pour l'élection des députés des Français de l’étranger, la Bolivie dépend de la 2e circonscription.